# 訃報 1996年8月
訃報 1996年8月（ふほう 1996ねん8がつ）では、1996年（平成8年）8月中に物故した、又は物故が報じられた人物についてまとめる。

## （1日 - 15日）

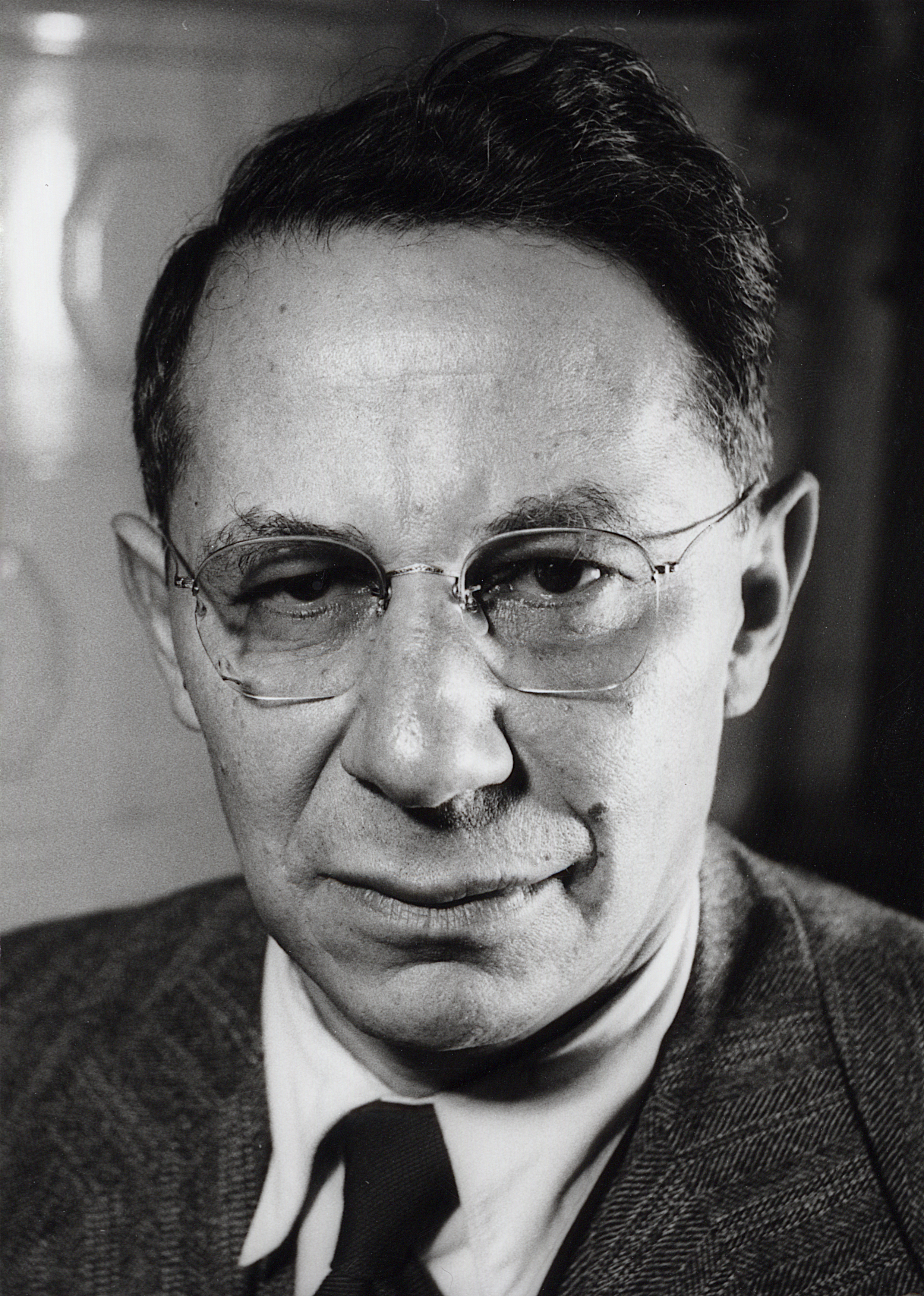
タデウシュ・ライヒスタイン / 8月1日没

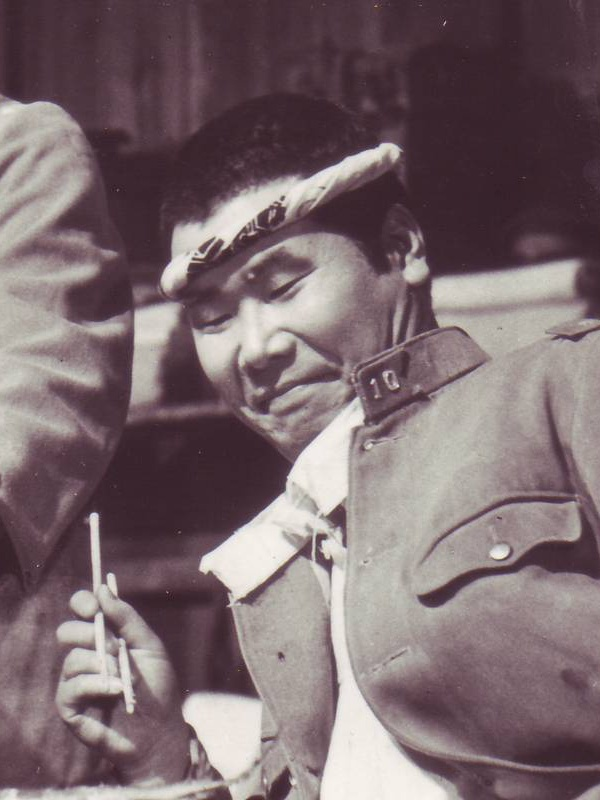
渥美清 / 8月4日没

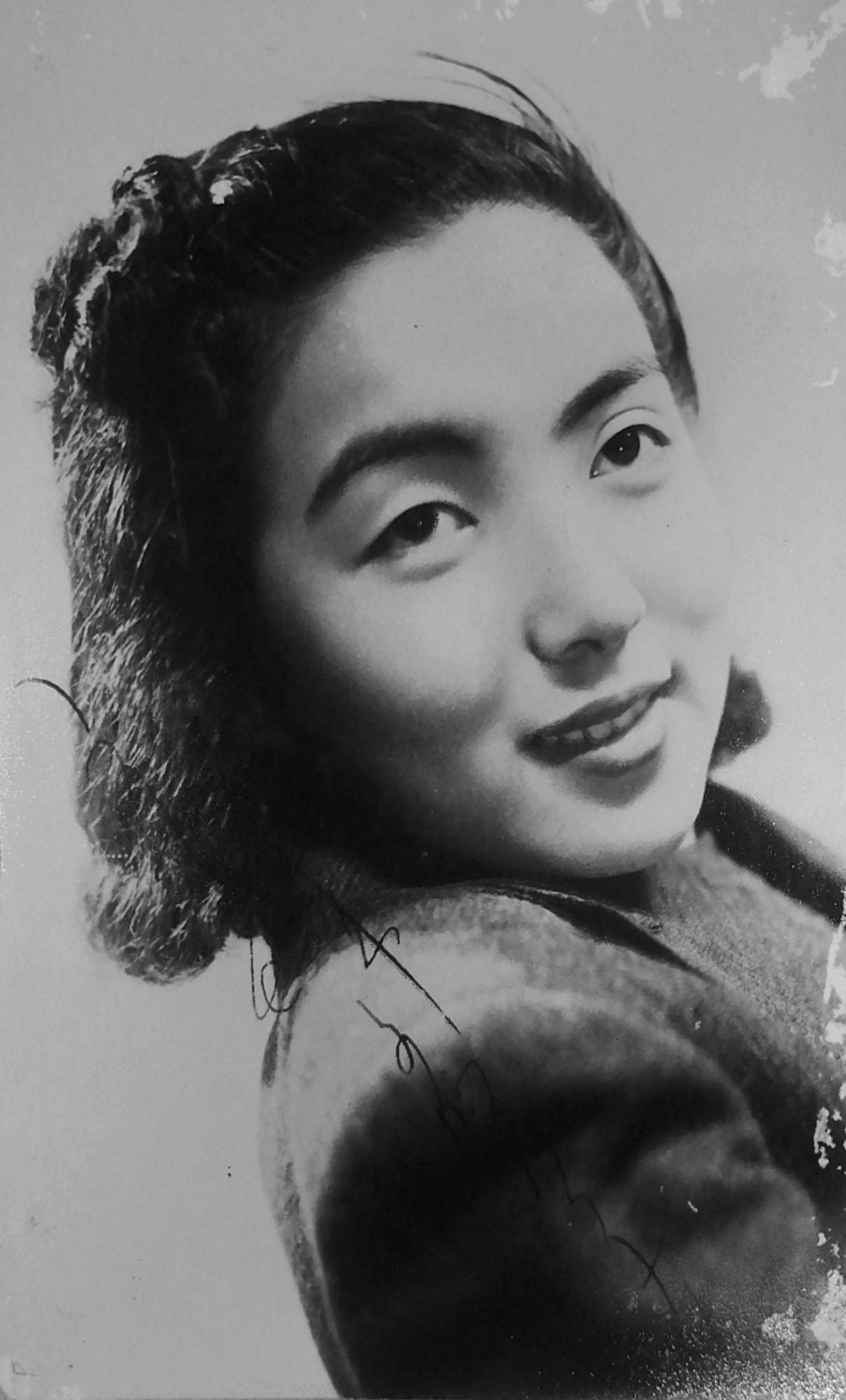
宮城千賀子 / 8月7日没

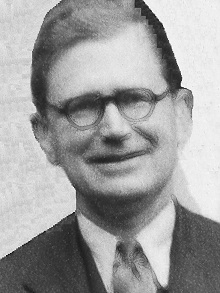
ネヴィル・モット / 8月8日没

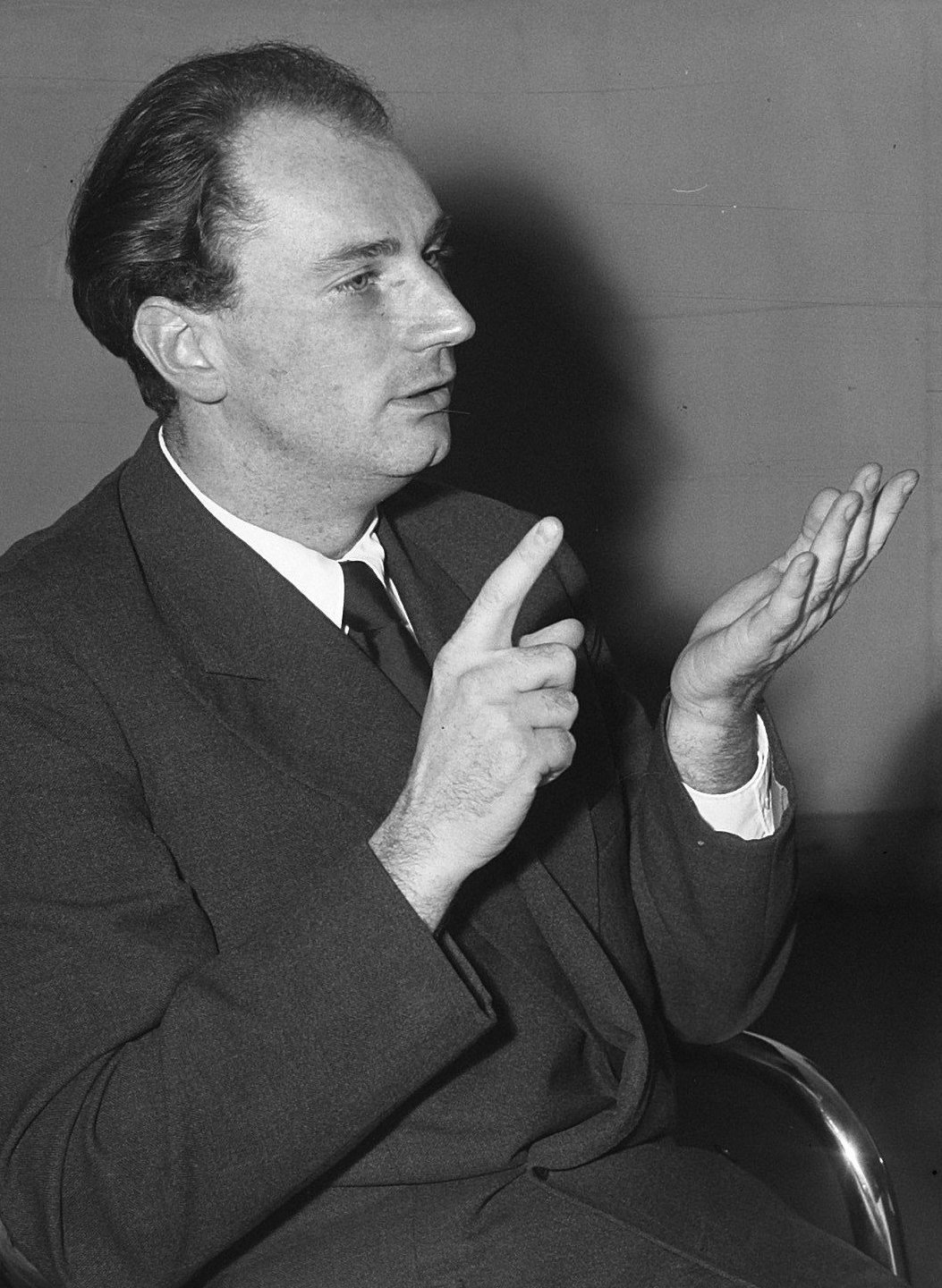
ラファエル・クーベリック / 8月11日没

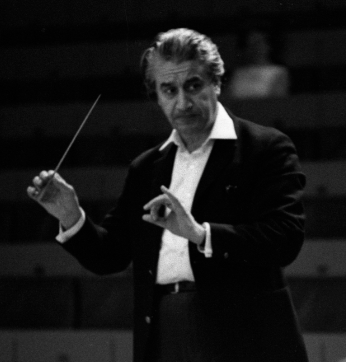
セルジュ・チェリビダッケ / 8月14日没

- 8月1日 - タデウシュ・ライヒスタイン、化学者（*1897年）
- 8月4日 - 渥美清[1]、俳優（* 1928年）
- 8月6日 - 新城常三、歴史学者（* 1911年）
- 8月7日 - 宮城千賀子、女優（* 1922年）
- 8月8日 - ネヴィル・モット、物理学者（* 1905年）
- 8月8日 - 星野道夫、写真家（* 1952年）
- 8月10日 - 河野健二、歴史学者・経済史家（* 1916年）
- 8月11日 - ラファエル・クーベリック、指揮者・作曲家 （* 1914年）
- 8月11日 - 邦光史郎、作家（* 1922年）
- 8月12日 - ヴィクトル・アンバルツミャン、天文学者 （* 1908年）
- 8月13日 - デイヴィッド・チューダー、ピアニスト・作曲家（* 1926年）
- 8月14日 - セルジュ・チェリビダッケ、指揮者・作曲家 （* 1912年）
- 8月15日 - 丸山眞男、政治学者（* 1914年）

## （16日 - 31日）

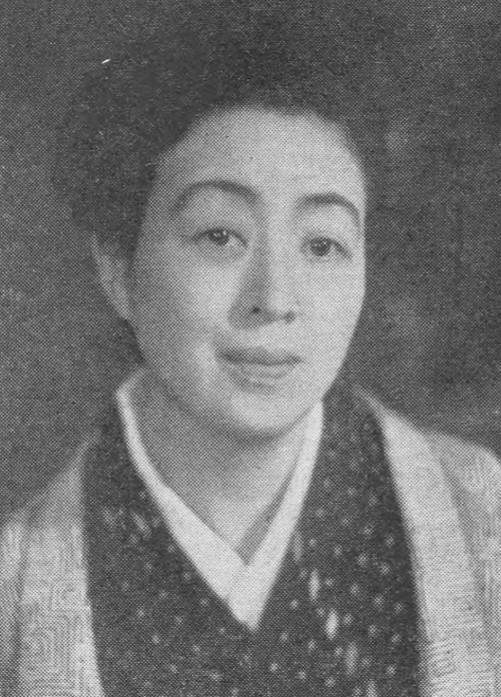
沢村貞子 / 8月16日没

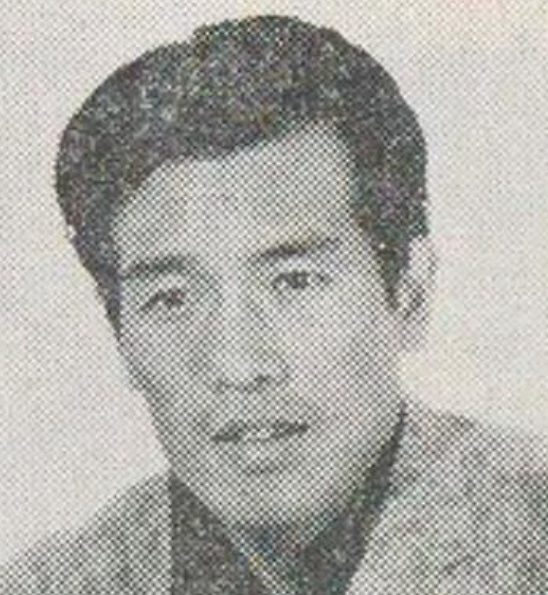
小林昭二 / 8月27日没

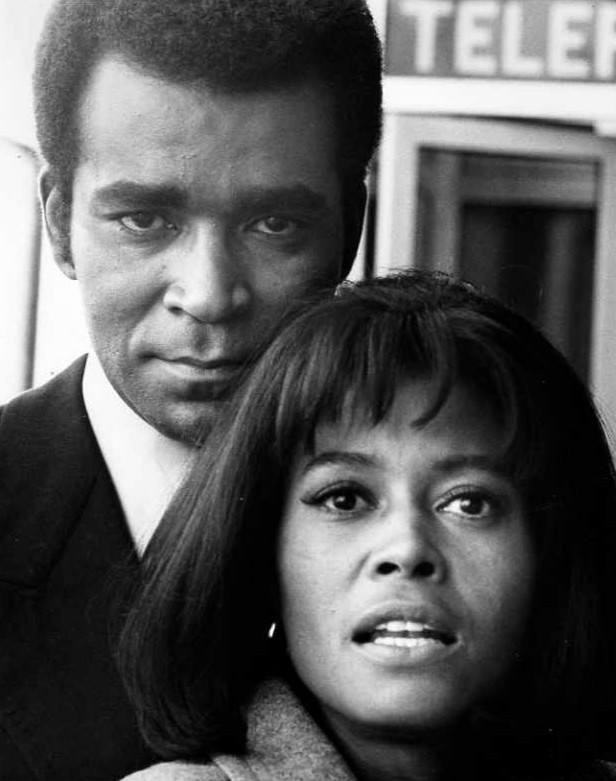
グレッグ・モリス（左） / 8月27日没

- 8月16日 - 沢村貞子、女優・随筆家（* 1908年）
- 8月16日 - 村山喜一、政治家・元衆議院副議長（* 1921年）
- 8月19日 - タチヤーナ・マーヴリナ、画家（* 1900年）
- 8月22日 - 6代目嵐芳三郎、俳優（* 1935年）
- 8月27日 - 小林昭二、俳優（* 1930年）
- 8月27日 - グレッグ・モリス、俳優（* 1933年）